# Leefdaal

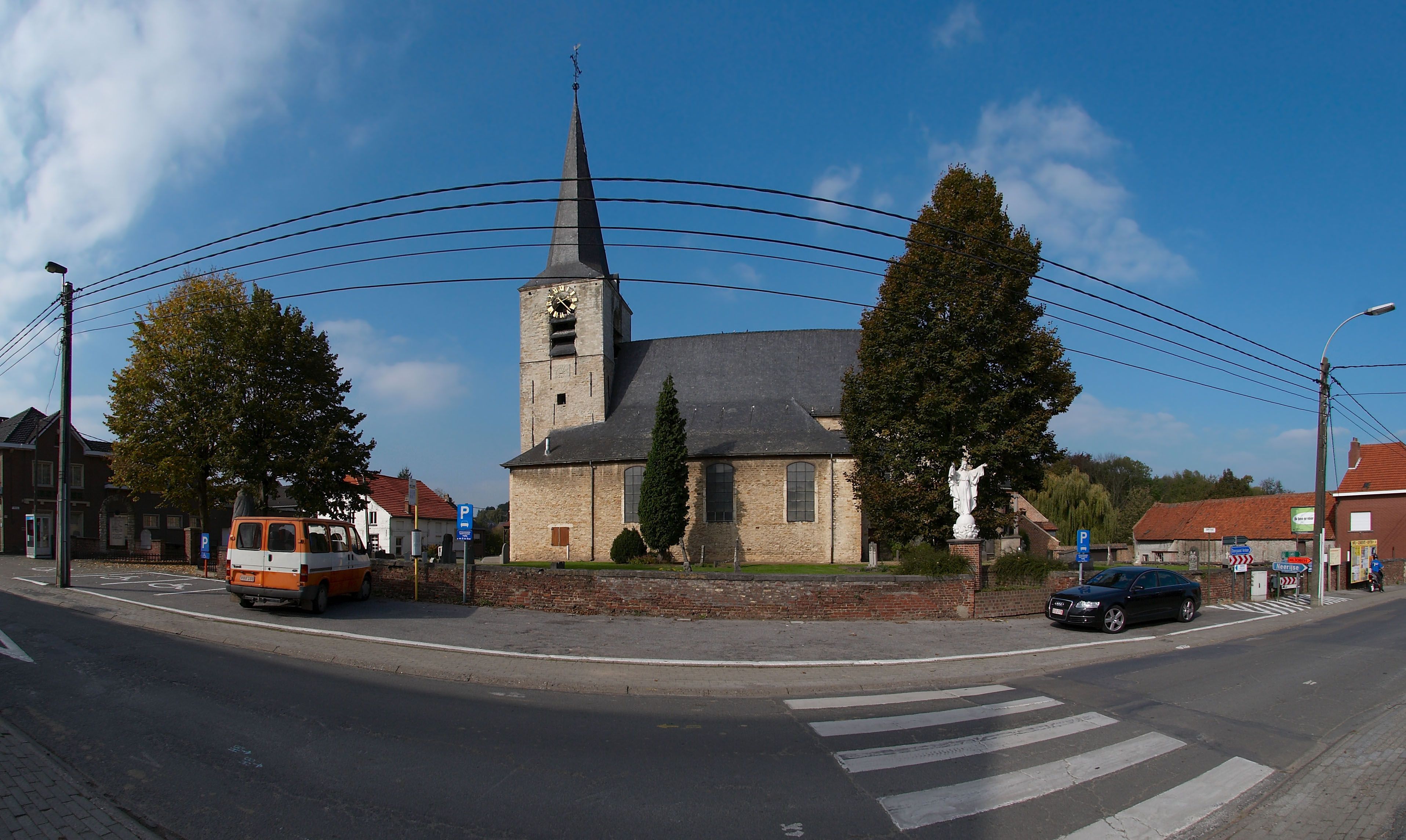
De Sint-Lambertuskerk

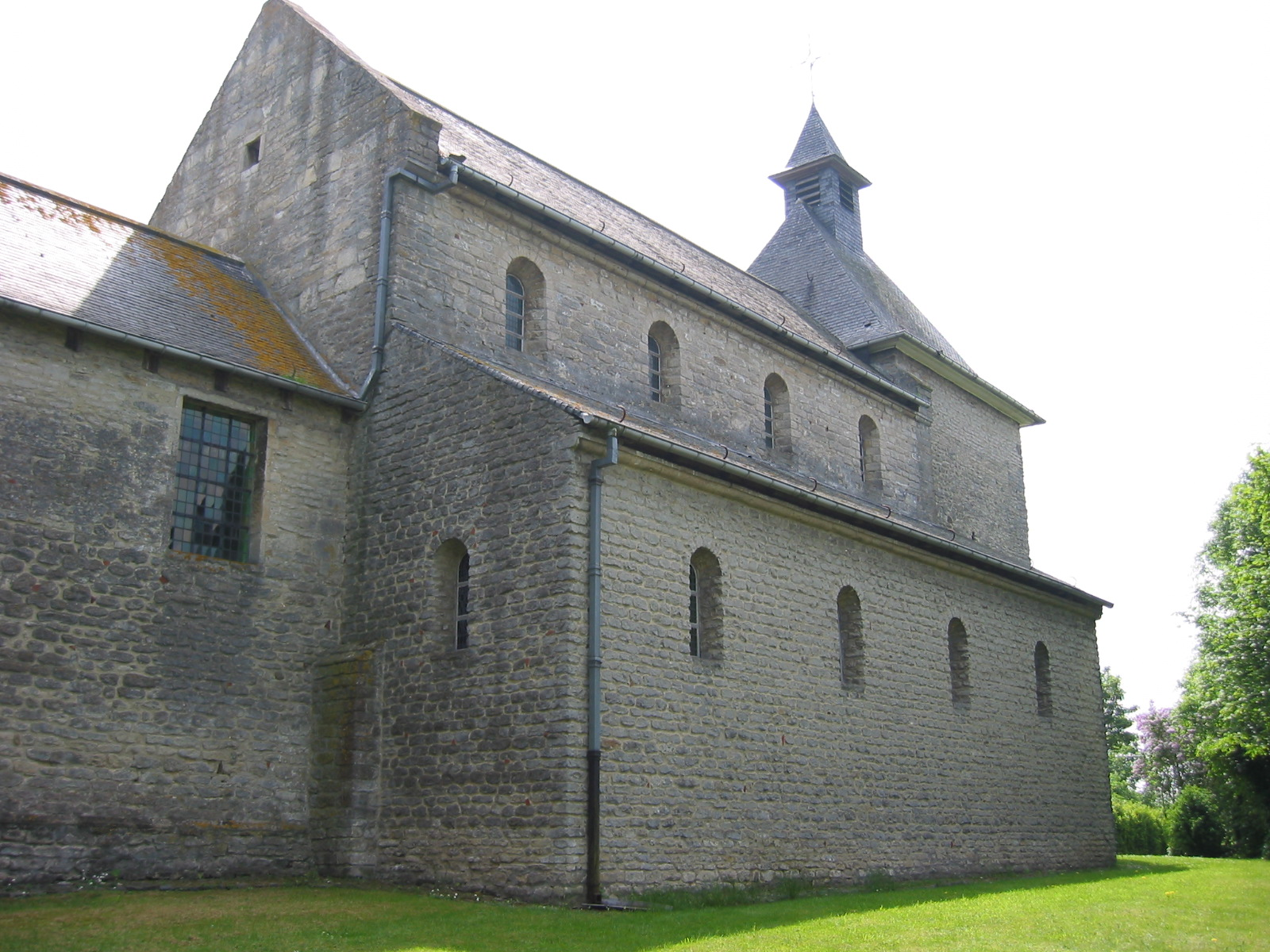
De Kruiskapel

Leefdaal is een dorp in de Belgische provincie Vlaams-Brabant en een deelgemeente van Bertem. Leefdaal was een zelfstandige gemeente tot aan de gemeentelijke herindeling van 1977.

## Toponymie
Het toponiem 'Leefdaal' is te herleiden tot twee Keltische deelwoorden. Het eerste deel, 'Leef' komt van de oude naam van de rivier de Voer, de Laban. Daal is dan weer te herleiden tot vallei. De naam kan dus verklaard worden als vallei van de Voer.

## Geschiedenis
Het dorp zou al in de tijd van de Romeinen een nederzetting geweest zijn waardoor tevens twee Romeinse heirbanen liepen.
Volgens de legende was in het jaar 727 de Heilige Hubertus met zijn metgezellen onderweg van Heverlee naar Tervuren. In Leefdaal werd hij door koorts bevangen en met spoed naar zijn bestemming gebracht, waar hij overleed. Dat Tervuren werkelijk de sterfplaats van de heilige was, wordt niet algemeen aanvaard, maar het staat vast dat Hubertus in Leefdaal op een bijzondere verering kon rekenen. Een broederschap van Sint-Hubertus werd in 1639 opgericht. Sinds 1645 worden relikwieën van de heilige in de Sint-Lambertuskerk bewaard. Die kerk werd in 1662 verfraaid met het schilderij "De bekering van Sint-Hubertus" van Gaspar de Crayer.
Leefdaal heeft zijn naam geleend aan het adellijke geslacht Van Leefdael. Dit geslacht behoorde in de middeleeuwen tot de aanzienlijkste van het Hertogdom Brabant. Bekend is vooral Philips, baron van Leefdael (1610-1681).

## Bezienswaardigheden
- De Sint-Lambertuskerk
- Het Kasteel van Leefdaal
- De Onze-Lieve-Vrouw van Goede Gezondheidkapel
- Het Landhuis Les Maronniers
- De Sint-Veronakapel in het gehucht Sint-Verona

## Natuur en landschap
Leefdal ligt op het Brabants Plateau en aan de Rivier. De hoogte bedraagt 45-102 meter. Er zijn holle wegen en de belangrijkste natuurgebieden zijn het kasteeldomein en het Weebergbos dat ten zuiden van de dorpskom is gelegen. Dit is een biologisch waardevol zuur beukenbos, het is privébezit en niet toegankelijk.

## Demografische ontwikkeling
- Bronnen:NIS, Opm:1831 tot en met 1970=volkstellingen; 1976 = inwoneraantal op 31 december

## Politiek
De Leefdaalse politiek draaide voornamelijk om twee grote partijen: ‘Nummer één’ en ‘Nummer twee’. De eerste partij was nauw verwant aan de Filharmonie, opgericht in 1840. In 1875 ontstond uit die muziekvereniging Fanfare Sint-Lambertus, die met ‘Nummer twee’ een politieke (liberale) tegenhanger kreeg. Bertem, waar Leefdaal in 1977 mee fusioneerde, kende een gelijkaardige situatie.

### Lijst van burgemeesters
- 1800-1805: Jan-Francis Vander Elst
- 1806-1812: Guilliam Verheyden
- 1813-1819: Guilliam Vander Elst
- 1819-1821: Philip Vander Maelen
- 1822-1825: Jan-Baptist Vander Elst
- 1826-1836: Antoon Janssens
- 1836-1848: Jan-Alexander Van Hamme
- 1848-1866: Philippus Josephus Van Hamme
- 1867-1895: Justin Tielemans
- 1896-1917: Térence Van Hamme (1847-1917)
- 1917-?: Karel Verstraeten (waarnemend)
- 1921-1941: Louis Boon (1878-1945)
- 1941-1944: Clement Ronsmans
- 1944-1945: Louis Boon (1878-1945)
- 1945-1964: Victor Elaerts (1889-1966)
- 1964-1972: Henri Kiebooms (1901-1972)
- 1972-1976: Theo Goossens (1925-2004)

## Koningsschietingen
Leefdaal telt twee schuttersgilden. De Jefkes, Pekes en Mekes (ook gekend als 'Nummer één') houden hun koningsschieting op de laatste zondag van juni. Het feest van de Jefkes en de Mamers ('Nummer twee') vindt plaats op de eerste zondag van juli. Beide evenementen verlopen volgens een gelijkaardig stramien.

## Sport
In Leefdaal speelde ook voetbalclub VC Leefdaal Vooruit. Deze ploeg is in 2005 gefusioneerd met FC Rapid Bertem tot VC Bertem-Leefdaal. De gemeente bouwde in 2007 voor de fusieclub een nieuwe kantine met kleedkamers aan de terreinen in de Dorpstraat in Leefdaal.
Andere Leefdaalse sportclubs zijn voetbalclub F.C. Knepper Leefdaal, Volley Club Voervallei Leefdaal-Bertem, Badmintonclub Leefdaal, Beter Bewegen Leefdaal, Onpartijdige Wipmaatschappij Leefdaal, De Leefdaalse Sportvrienden (wielertoeristenclub), Palleskesbee (zaalvoetbal), Leefdaal Bullets (zaalvoetbal).
De jeugdbeweging Chiro is ook actief in Leefdaal. De plaatselijke afdeling heet Chiro Leefdaal. 
In mei 2020 startte men met de bouw van een sporthal naast de voetbalterreinen. Het nieuwe gebouw, dat de naam 'Verona' kreeg, werd voltooid in het najaar van 2021. Hierin zijn diverse lokale sportclubs actief, zoals basketbalclub Dynamo Bertem, volleybalclub VC Voervallei en twee badmintonverenigingen.

## Bekende inwoners
- Jan van Brouchoven (1644-1725), staatsman
- Guillaume de Metser (1613-1683), pastoor van Leefdaal en schrijver
- Danyel Dirk (1947-1969), zanger
- Selah Sue (1989), muzikante
- Pascal Verbeken (1965), schrijver en journalist
- Jef De Smedt (1956), acteur (sinds 2022 inwoner van Leefdaal)[4]
- Jaak Dreesen (1934-2022), schrijver en journalist

## Nabijgelegen kernen
Bertem, Everberg, Vossem, Neerijse, Korbeek-Dijle